# Amžikuchva
Amžikuchva nebo Agaraki (abchazsky Амжәықәхәа, gruzínsky აგარაკი – Agaraki) je vesnice v Abcházii v okrese Gudauta. Leží přibližně 30 km severozápadně od okresního města Gudauty na kopcovitém pobřeží Černého moře v Picundské zátoce. Obec sousedí na západě se Ldzaa v okrese Gagra, na severu s Kaldachvarou, na severovýchodě s Blabyrchvou a na východě s Mysrou. V Amžikuchvě pramení a vlévá se do moře potok Kolchida.

## Vesnický okrsek Amžikuchva
Amžikuchva je vesnické správní centrum s oficiálním názvem Vesnický okrsek Amžikuchva (rusky Амжикухвинская сельская администрация, abchazsky Амжәықәхәа ақыҭа ахадара). Za časů Sovětského svazu se okrsek jmenoval Agarakský selsovět (Агаракский сельсовет). Součástí vesnického okrsku Amžikuchva jsou následující části:
- Amžikuchva (Амжәықәхәа)
- Riapš (Риаԥшь / Рҩаԥшь)
- Canigvarta (Цанигәарҭа).

Vesnický okrsek Amžikuchva

V katastru obce se také nachází rekreační středisko Zlatá zátoka (Золотая бухта) se soukromou pláží.

## Dějiny
Během 19. století tato obec oficiálně neexistovala a byla součástí Kaldachvary. Osada už tehdy nesla název Amžikuchva, ale zdejší abchazské obyvatelstvo bylo v druhé polovině století následkem kavkazské války nuceno odejít do Osmanské říše v rámci mahadžirstva. Osada zůstala zcela liduprázdná a znovu osídlena byla až roku 1907 rodinami arménské národnosti, které ji pojmenovaly Kavakluk (arménsky Կավակլուկ), v překladu do češtiny "Topolový Háj." Od roku 1915 vesnice začala prudce růst, neboť sem přicházely další arménské rodiny prchající před genocidou a počet rodin k roku 1928 narostl z téměř nuly na 780, tedy zde žilo více než dva tisíce obyvatel, ale v dalších letech jejich počet trvale klesal. V obci vyrostly celkem tři arménské základní školy a jedna střední.
Během Druhé světové války odešlo bojovat za Sovětský svaz 345 zdejších obyvatel a domů se vrátila jen polovina. Na počest padlým byl v roce 1989 u školy postaven pomník. V roce 1948 byla obec gruzínskými úřady přejmenována na Agaraki, v překladu do češtiny "dača". V roce 1996 došlo k přejmenování na původní Amžikuchva, avšak místní Arméni nadále používají název "Agarak." V roce 2007 oslavila obec sté výročí svého založení za účasti špiček abchazské politiky včetně prezidenta Sergeje Bagapše.

## Obyvatelstvo
Dle nejnovějšího sčítání lidu z roku 2011 je počet obyvatel vesnického okrsku 672 a jejich složení je následovné:
- 641 Arménů (95,4 %)
- 22 Rusů (3,3 %)
- 9 příslušníků ostatních národností (1,3 %)

V roce 1989, před válkou v Abcházii, žilo v Amžikuchvě 406 obyvatel a v celém Agarakském selsovětu 982 obyvatel.
V roce 1959 žilo v tomto selsovětu 1191 obyvatel.